# Consejo Militar Transitorio (1985)

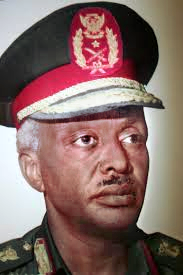
Fotografía militar oficial de Abdel Rahman Swar al-Dahab, el 5º presidente de Sudán.

El Consejo Militar Transitorio fue la junta militar que gobernó Sudán desde abril de 1985 hasta abril de 1986. La combinación de la redivisión del sur, la introducción de la sharia en todo el país, la renovada guerra civil y los crecientes problemas económicos finalmente contribuyeron a la caída de Yaafar al-Numeiry. El 6 de abril de 1985, un grupo de militares, encabezados por el teniente general Abdel Rahman Swar al-Dahab, derrocó a al-Numeiry, que se refugió en Egipto.

## Creación del CMT
Tres días después de la caída de Nimeiri, Dhahab autorizó la creación de un Consejo Militar Transitorio (TMC) de quince hombres para gobernar Sudán. Durante sus primeras semanas en el poder, el TMC suspendió la constitución; disolvió el partido Unión Socialista Sudanesa (SSU), la policía secreta y el parlamento y las asambleas regionales; gobernadores regionales destituidos y sus ministros; y liberó a cientos de presos políticos de la prisión de Kober. Dhahab también prometió negociar el fin de la guerra civil del sur y ceder el poder a un gobierno civil en doce meses. La población en general dio la bienvenida y apoyó el nuevo régimen. A pesar del comienzo enérgico del TMC, pronto se hizo evidente que Dhahab carecía de las habilidades para resolver los problemas económicos de Sudán, restaurar la paz en el sur y establecer la unidad nacional.

## Decisiones problemáticas
Cuando Dhahab tomó el poder, la economía de Sudán estaba en ruinas. La deuda internacional del país era de aproximadamente US$ 9 mil millones. Los proyectos agrícolas e industriales financiados por el Fondo Monetario Internacional (FMI) y el Banco Mundial permanecieron en las etapas de planificación. La mayoría de las fábricas operaban a menos del 50% de su capacidad, mientras que la producción agrícola se había reducido en un 50% desde 1960. Además, la hambruna amenazaba vastas áreas del sur y el oeste de Sudán.
El TMC carecía de una estrategia realista para resolver estos problemas. El gobierno de Dhahab se negó a aceptar las medidas de austeridad económica del FMI. Como resultado, el FMI, que influyó en casi todos los donantes bilaterales y multilaterales, en febrero de 1986 declaró la bancarrota de Sudán. Esfuerzos para atraer una inversión de 6.000 millones de dólares estadounidenses durante veinticinco años del Fondo Árabe para el Desarrollo Económico y Social fracasó cuando Sudán manejó mal una inversión inicial de 2.300 millones de dólares. Una rápida expansión de la oferta monetaria y la incapacidad de la TMC para controlar los precios provocaron una tasa de inflación vertiginosa. Aunque hizo un llamamiento a cuarenta donantes y agencias de socorro para envíos de alimentos de emergencia, Dhahab no pudo evitar que la hambruna se cobrara entre 400.000 y 500.000 vidas. Tampoco logró poner fin a las hostilidades en el sur, lo que constituyó la principal sangría de los limitados recursos de Sudán.
Poco después de tomar el poder, Dhahab adoptó un enfoque conciliador hacia el sur. Entre otras cosas, declaró un alto el fuego unilateral, pidió conversaciones directas con el SPLM y ofreció una amnistía a los combatientes rebeldes. El TMC reconoció la necesidad de esfuerzos especiales de desarrollo en el sur y propuso una conferencia nacional para revisar el problema del sur. Sin embargo, la negativa de Dhahab a derogar la sharia negó estas propuestas y convenció al líder del SPLM, Garang, de que el gobierno sudanés todavía quería subyugar al sur.
A pesar de este abismo, ambas partes continuaron trabajando por una solución pacífica del problema del sur. En marzo de 1986, el gobierno sudanés y el SPLM produjeron la Declaración de Koka Dam, que pedía un Sudán "libre de racismo, tribalismo, sectarismo y todas las causas de discriminación y disparidad". La declaración también exigió la derogación de la sharia y la apertura de una conferencia constitucional. Todos los principales partidos y organizaciones políticas, con la excepción del Partido Unionista Democrático (DUP) y el Frente Nacional Islámico (NIF), apoyaron la Declaración de Koka Dam. Para evitar una confrontación con el DUP y el NIF, Dhahab decidió dejar la cuestión de la sharia al nuevo gobierno civil. Mientras tanto, el SPLA mantuvo la presión militar sobre el gobierno sudanés, especialmente en las provincias de A'aly an-Nyl, Bahr al Ghazal y Al Istiwai.

## Falta de consenso
El mayor fracaso del TMC tuvo que ver con su incapacidad para formar un consenso político nacional. A fines de abril de 1985, las negociaciones entre el TMC y la Alianza de Sindicatos Profesionales y Comerciales dieron como resultado el establecimiento de un gabinete civil bajo la dirección del doctor Gazuli Dafalla. El gabinete, que estaba subordinado al TMC, se dedicó a la conducción de los asuntos diarios del gobierno y a la preparación de las elecciones. Aunque contenía a tres sureños que pertenecían a la recién formada Asociación Política de Sudán del Sur, el gabinete no logró ganarse la lealtad de la mayoría de los sureños, quienes creían que el TMC solo reflejaba las políticas del depuesto Numeiry. Como resultado, Sudán siguió siendo una nación dividida.
El otro factor que impidió el surgimiento de un consenso político nacional fue el faccionalismo de los partidos. Después de dieciséis años de gobierno de un solo partido, la mayoría de los sudaneses favorecieron la reactivación del sistema multipartidista. Tras el derrocamiento de Numeiry, aproximadamente cuarenta partidos políticos se registraron en el TMC y anunciaron su intención de participar en la política nacional. Los partidos políticos iban desde los comprometidos con el socialismo revolucionario hasta los que apoyaban el islamismo . De estos últimos, el NIF había sucedido al Frente de la Carta Islámica como principal vehículo de aspiraciones políticas de los Hermanos Musulmanes. Sin embargo, los desacuerdos políticos sobre la sharia, la guerra civil del sur y la dirección futura del país contribuyeron a la confusión que caracterizó la política nacional de Sudán.

## Fin del TMC
En este ambiente convulso, Dhahab sancionó las prometidas elecciones parlamentarias de abril de 1986, que las autoridades extendieron durante un período de doce días y pospusieron en treinta y siete distritos electorales del sur a causa de la guerra civil. El Partido Umma, encabezado por Sadiq al-Mahdi, obtuvo noventa y nueve escaños. El DUP, que fue dirigido después del levantamiento de abril de 1985 por el líder de Khatmiyyah, Muhammad Uthman al Mirghani, obtuvo sesenta y cuatro escaños. El NIF del doctor Hasan al-Turabi obtuvo cincuenta y un escaños. Los partidos políticos regionales del sur, las Montañas de Nubia y las Colinas del Mar Rojo obtuvieron un menor número de escaños. El Partido Comunista de Sudán (SCP) y otros partidos radicales no lograron ninguna victoria significativa; como resultado de esas elecciones hubo un gobierno de coalición de los partidos Umma y DUP.